# Maghariërs
De  Maghariërs waren een joodse groepering die in de eerste eeuw v. Chr. in Palestina aanwezig was. De naam Maghariërs heeft de betekenis van mensen uit de grotten.  In de eerste helft van de tiende eeuw schreef Jacob Qirqisani –  een auteur uit het Karaïtisch jodendom – zijn hoofdwerk de Kitāb al-Anwār wal-Marāqib. Dit in het Arabisch geschreven werk behandelt in chronologische volgorde vanaf de Samaritanen alle hem bekende joodse religieuze bewegingen. In die chronologie plaatste hij de Maghariërs tussen de Sadduceeën en de vroegste volgelingen van Jezus. De Maghariërs werden door hem beschreven als een prechristelijke joodse groepering in Palestina die iedere vorm van antropomorfisme, het  toekennen van menselijke eigenschappen en handelingen aan God, verwierp. De in de Hebreeuwse Bijbel beschreven antropomorfische voorstellingen van de Hebreeuwse God hadden geen relatie met God zelf, maar op een engel, die ook verantwoordelijk was voor de schepping. 
In soortgelijke bewoordingen wordt de groepering eveneens beschreven door de islamitische geleerde Al-Shahrastani (geb. 1086) in zijn werk  Kitab al-Milal wa al-Nihal (het boek van sekten en geloofsopvattingen). Al-Shahrastani voegt eraan toe, dat de Maghariërs vierhonderd jaar eerder leefden dan Arius (250/256-rond 336). 
Al-Biruni (973-1048) beschreef de kalenderrekening van de Maghariërs. Die had onder meer een jaar van onveranderlijk 364 dagen waarbij Nieuwjaar en Pesach altijd op een woensdag vielen. Na de ontdekking en bestudering van de Dode Zee-rollen bleek die kalenderrekening identiek te zijn met die van de  Qumran-sekte, een afsplitsing van de Essenen. Een aantal auteurs op het vakgebied gaan dan ook uit van de veronderstelling dat de Maghariërs en de Qumran-sekte in ieder geval een voedingsbodem voor hun overtuigingen deelden. 
Gezien de relatief late datering van deze bronnen zijn er enkele auteurs op het vakgebied geweest die de Maghariërs hebben beschouwd als een beweging uit de vroege middeleeuwen. Vanaf eind twintigste eeuw is er consensus dat de groepering al vanaf de eerste eeuw voor Chr. aanwezig was. 
De opvattingen van de  Maghariërs hebben een rol gespeeld in de discussie op het vakgebied inzake de oorsprong van de gnostiek. De belangrijkste opvatting van Gilles Quispel was dat die oorsprong gezocht moest worden in een heterodox jodendom in de periode voor Chr. en zich daarna verder ontwikkelde bij joodse groeperingen in Alexandrië. Zijn gedachten gingen daarbij uit naar joodse groeperingen die in het bestaan van twee goden geloofden. In hun religieuze opvatting had God een vertegenwoordiger met de naam Jaoël. Hij zat op een troon naast die van God en werd daarom ook Metatron genoemd. Hij was de Engel des Heren uit de Hebreeuwse Bijbel. 
De antropomorfische voorstellingen van de Hebreeuwse God, zoals God steeg op tot in de wolken,  Hij schreef de Torah met Zijn hand, Hij zit op Zijn troon  hadden geen betrekking op God zelf, maar op deze engel die ook verantwoordelijk was voor de schepping. Voor de legitimatie zochten de Maghariërs naar fragmenten uit de Hebreeuwse Bijbel waarin deze engel beschreven zou worden als de plaatsvervanger van God. Een van die passages is dan Ik stuur een engel voor jullie om je op de tocht te beschermen en je naar de plaats te brengen die ik voor jullie heb bestemd. Neem je voor hem in acht, gehoorzaam hem zonder tegenspreken, want hij handelt in mijn naam  (in sommige vertalingen want hij heeft mijn naam) en zou jullie opstandigheid niet vergeven, ( Exodus 23:20-21). Rond 1980 formuleerde Quispel de hypothese dat deze ideeën een voedingsbodem vonden in een sekte in Alexandrië, die zichzelf de Gnostikoi noemden.
Jarl E. Fossum, een leerling van Quispel, was het met Quispel eens dat dit soort opvattingen een rol hebben gespeeld bij het ontstaan van de gnostiek. Hij was echter van opvatting dat de bewijsvoering van Quispel die vrijwel alleen op de Maghariërs steunde te mager was. Fossum wees er ook op dat in de beschreven opvattingen van de groepering typerende aspecten van de gnostiek als gnosis en een demiurg ontbraken. Fossum wees ook op het feit, dat het concept van een engel die als plaatsvervanger namens God kon handelen en een scheppende rol had bij meer joodse groeperingen aanwezig was en zocht dat vooral in Samaritaanse bronnen, zoals de Malef, waar de engel verantwoordelijk was voor het creëren van het lichaam van Adam, maar dat God hem leven inblies. 
Een andere leerling van Quispel, Roelof van den Broek, wees erop dat  de overeenkomsten met het gnostische godsbeeld vooral betrekking hebben op beelden en voorstellingen maar niet op de religieuze essentie.